# Коршунов Анатолій Олександрович
Анатолій Олексанрович Коршунов (рос. Анатолий Александрович Коршунов нар. 18 січня 1939,Москва СРСР) — радянський російський футболіст, виступав на позиції нападника. Майстер спорту СРСР. Кавалер Ордена Дружби. Колишній голова ради директорів трансферної компанії «Радінтерспорт».
Його брат Сергій — також футболіст, виступав за московські «Динамо», «Спартак» та інші клуби.

## Кар'єра гравця
Розпочинав грати в Москві на стадіоні Юних піонерів. У 1956 був у складі молодіжної команди «Крила Рад-III». У липні того ж року Анатолія запросили в «Динамо». У складі «біло-блакитних» він дебютував у 1957 році, провівши 2 матчі і ставши чемпіоном країни. У наступному сезоні Коршунов зіграв 1 матч і став володарем срібної медалі першості. У 1959 він знову виграв чемпіонат СРСР. У 1962 році Анатолій перейшов ц «Спартак» і в першому ж сезоні виграв першість СРСР. У 1963 році за «Спартак» Коршунов зіграв 4 матчі.
Після цього виступав за «Шахтар» і «Чорноморець» в першій групі «А», а завершив кар'єру в запорізькому «Металурзі», в 1968 році в другій групі «А».

## Тренерська діяльність
Після закінчення кар'єри гравця Анатолій став тренером. З червоним дипломом він закінчив ВШТ і став тренером-селекціонером у «Спартаку». Потім був помічником головного тренера «Спартака», молодіжна збірна СРСР і «Динамо». Також був начальником команди в «Червоній Пресні».

## Досягнення
«Динамо»
- Вища ліга чемпіонату СРСР
  -  Чемпіон (2): 1957, 1959

«Спартак»
- Вища ліга чемпіонату СРСР
  -  Чемпіон (1): 1962

- Кубок СРСР
  -  Володар (1): 1963

- Всесвітні Спортивних ігор Молоді та Спорту
  -  Володар (1): 1962